# Björnklobben
Björnklobben är en ö i Finland. Den ligger i Skärgårdshavet och i kommunen Kimitoön i den ekonomiska regionen  Åboland i landskapet Egentliga Finland, i den sydvästra delen av landet. Ön ligger omkring 39 kilometer söder om Åbo och omkring 140 kilometer väster om Helsingfors.
Öns area är 1,2 hektar och dess största längd är 180 meter i öst-västlig riktning. I omgivningarna runt Björnklobben växer i huvudsak blandskog. Runt Björnklobben är det glesbefolkat, med 14 invånare per kvadratkilometer. Närmaste större samhälle är Dragsfjärd, 7,6 km sydost om Björnklobben.